# Tripogandra purpurascens
Tripogandra purpurascens là một loài thực vật có hoa trong họ Commelinaceae. Loài này được (Schauer) Handlos miêu tả khoa học đầu tiên năm 1970.